# West Wycombe Park

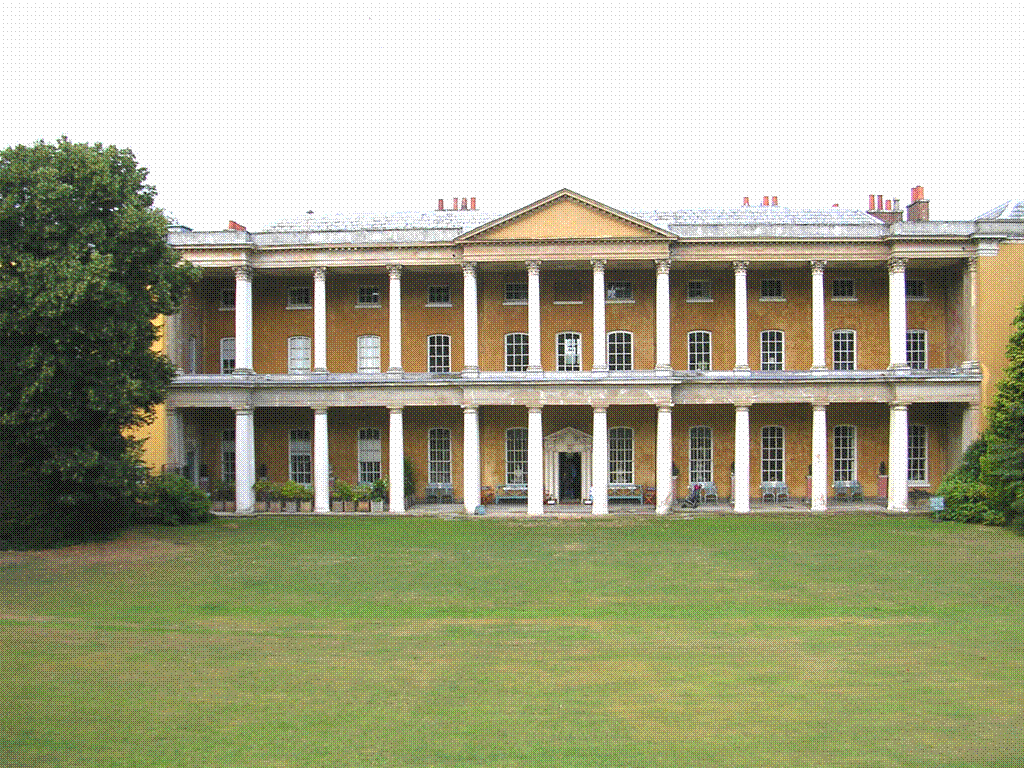
A dupla colunata na fachada sul de West Wycombe Park é raríssima na arquitectura inglesa (Marcada com M na planta abaixo).

West Wycombe Park é um luxuoso palácio rural inglês situado nas proximidades da aldeia de West Wycombe, no Buckinghamshire. Construído entre 1740 e 1800, foi concebido como um palácio de recreio para o decadente libertino e diletante setecentista Sir Francis Dashwood. O edifício tem a forma de um longo rectângulo com quatro fachadas colunadas e dotadas de frontão, três das quais bastante teatrais. O palácio resume todo o progresso da arquitectura britânica do século XVIII, desde o idiossincrático Palladianismo inicial até ao neoclassicismo, embora algumas anomalias no seu desenho o tornem arquitectonicamente único. Situa-se no interior de um parque paisagístico setecentista, contendo pequenos templos e caprichos, os quais agem como satélites do grande templo, o próprio palácio.
West Wycombe Park, um listed building classificado com o Grau I, foi doado ao National Trust for Places of Historic Interest or Natural Beauty, em 1943, por  Sir John Dashwood, 10º Baronete (1896–1966), uma acção fortemente sentida pelo seu herdeiro. Dashwood manteve a posse dos conteúdos do palácio, muitos dos quais vendeu. Depois da sua morte, o edifício foi restaurado a expensas do seu filho, Sir Francis Dashwood. Actualmente, enquanto a estrutura está na posse do National Trust, o palácio serve de residência a Sir Edward Dashwood e à sua família. O palácio está aberto ao público durante os meses de Verão,servindo de cenário para casamentos civis e entertenimentos corporativos, o que contribui com fundos para a sua manutenção e conservação.

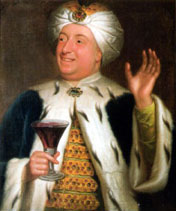
Sir Francis Dashwood (1708–1781), notório "bon vivant" e construtor de West Wycombe Park, envergando o seu traje de jantar otomano.

## Arquitectura

### Ethos

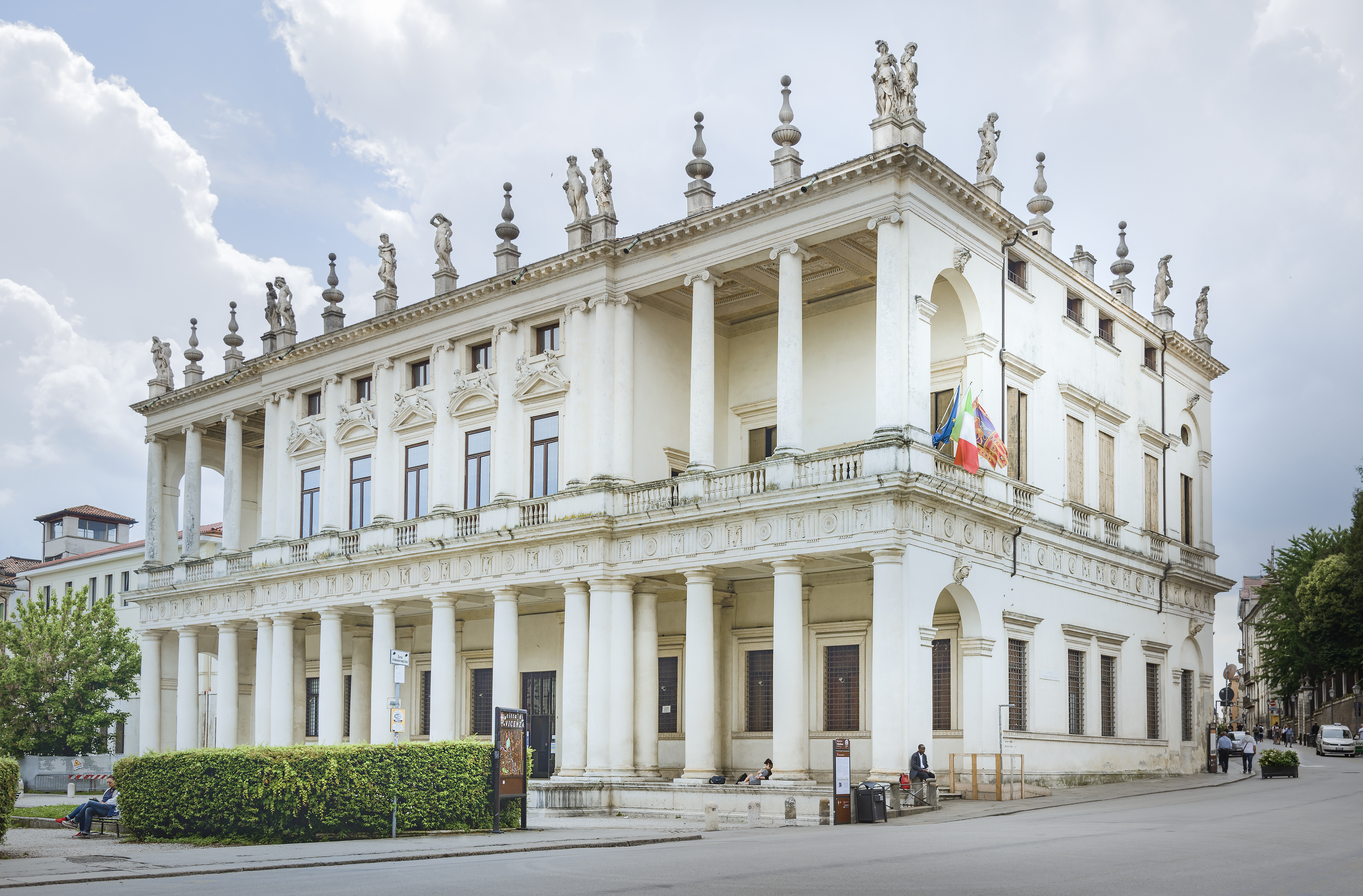
O Palazzo Chiericati, por Palladio (cerca de 1550), tem uma colunata sobreposta semelhante à de West Wycombe, embora a inspiração para a fachada sul possa ter sido a reconstrução por Palladio da vila romana de Vitrúvio ilustrada nos seus Quattro Libri.

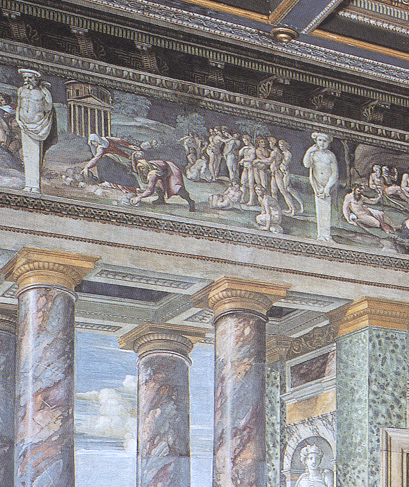
Frescos da Villa Farnesina (cerca de 1510), os quais inspiraram a decoração interior de West Wycombe.

West Wycombe Park, arquitectonicamente inspirado nas villas do Véneto construídas durante o período do renascimento tardio, não é um dos maiores, dos mais grandiosos ou melhor conhecidos entre os muitos palácios rurais da Inglaterra. Comparado com os seus contemporâneos de inspiração Palladiana, como Holkham Hall, Woburn Abbey e Ragley Hall, é bastante pequeno, embora seja arquitectonicamente importante uma vez que resume um período da história social inglesa do século XVIII, quando homens jovens, conhecidos como dilettanti, regressavam dos recentemente obrigatórios Grand Tours, com aquisições de arte recém compradas. Estes construiam frequentemente um palácio rural para acomodar as suas novas colecções e exibir em pedra os conhecimentos e cultivação que haviam adquirido durante as suas viagens.
A propriedade de West Wycombe foi adquirida por Sir Francis Dashwood, 1º Baronete, e pelo seu irmão, Samuel, em 1698. Dashwood demoliu o solar existente e construíu um palácio moderno num ponto alto das redondezas. Este edifício forma o coração do actual palácio. Imagens do edifício nas plantas iniciais mostram uma casa quadrada bastante convencional no contemporâneo estilo Carolino (ou estilo Restauração) tardio. Em 1724, Dashwood deixou a sua casa comum ao seu filho, igualmente Francis, o 2º Baronetee mais tarde Lord le Despencer, à época com 16 anos de idade, o qual ficou mais conhecido, provavelmente, por ter estabelecido o Hellfire Club próximo da sua residência, nas "West Wycombe Caves". Dois anos mais tarde embarcou numa série de Grand Tours: as ideias e maneiras que adquiriu durante este período influenciaram-no ao longo da vida e foram o ponto de partida para a resconstrução da casa simples do seu pai, transformando-a no edifício clássico que existe actualmente.

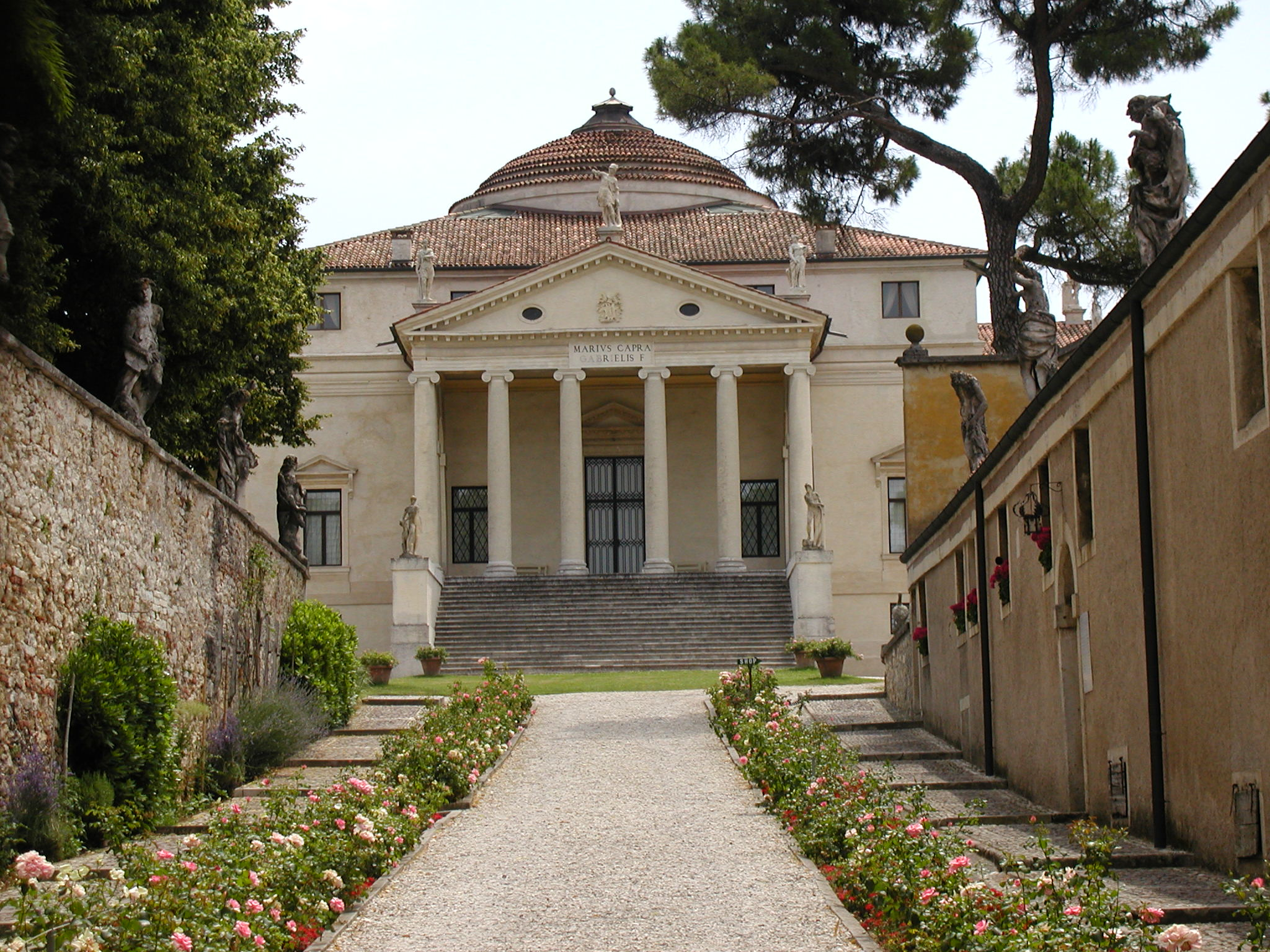
A Villa Capra detta La Rotonda de Palladio serviu de inspiração a Mereworth Castle, a casa do tio de Dashwood, Lord Westmorland. A fachada este de West Wycombe foi, por sua vez, construída como homenagem ao gosto artístico de Westmorland em Mereworth.

West Wycombe Park tem sido descrito como "um dos mais teatrais e italianizados edifícios de meados do século XVIII na Inglaterra". A sua fachada repete de uma forma inequívoca não apenas as villas clássicas de Itália, nas quais o Palladianismo foi fundado, mas também os templos da Antiguidade Clássica, a qual serviu de base ao Neoclassicismo.  O dórico grego do pórtico oeste do palácio é o primeiro exemplo do Revivalismo Grego na Grã Bretanha.
O final do século XVIII também foi um período de mudanças no desenho de interiores dos palácios rurais ingleses. A concepção barroca do andar principal, ou piano nobile, com um grande conjunto de quartos, conhecidos como aposentos de aparato, e apenas um grande vestíbulo, ou salão, para uso comum, foi gradualmente abandonada a favor de quartos mais pequenos e mais confortáveis nos pisos superiores. Esta revisão da planta permitiu que o andar principal se tornasse numa série de salas de recepção, cada uma delas com um propósito designado, criando áreas separadas tais como a sala de estar, sala de jantar, sala de música e sala de baile. Nesta via, West Wycombe Park reflecte perfeitamente as mudanças de ideais do final do século XVIII. Esta organização de salas públicas e de recepção no andar mais baixo, com quartos e salas mais privadas por cima, sobreviveu sem alterações.

### Exterior

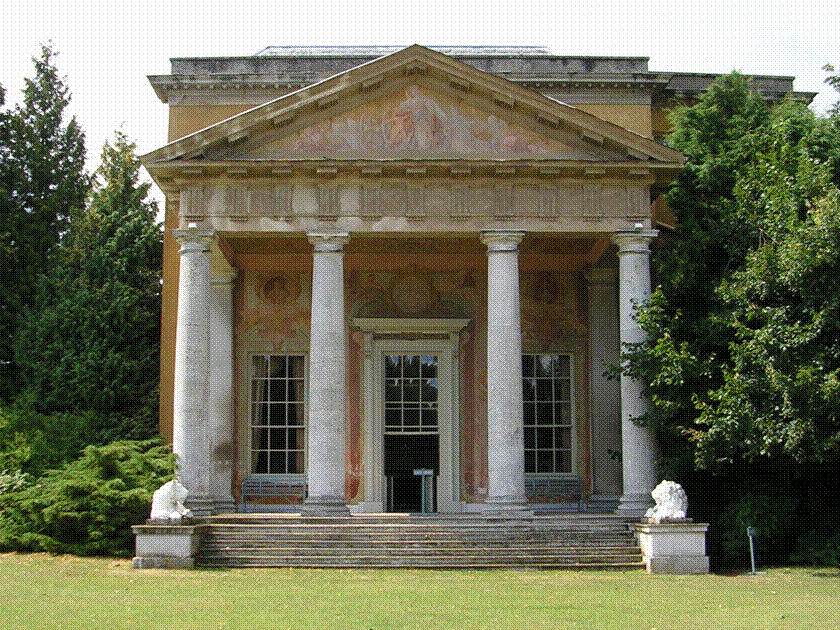
Pórtico Este de West Wycombe Park, com as plantas que tentam disfarçar o seu alinhamento assimétrico em relação ao edifício (Marcada com N na planta abaixo).

O construtor de West Wycombe Park, Sir Francis Dashwood, 2º Baronete (mais tarde Barão le Despencer), empregou três arquitectos e dois arquitectos paisagístas diferentes no desenho do palácio e dos seus terrenos. Ele próprio deu um gigantesco contributo, uma vez que fizera o Grand Tour, vira as villas do Renascimento italiano em primeira mão, e tinha o desejo de igualá-las.
Os trabalhos começaram em 1740 e ficaram concluídos cerca de 1800, quando a velha casa já estava completamente transformada no interior e no exterior. este longo período de construção explica os defeitos e variações no desenho: quando as obras começaram o Palladianismo estava no auge da moda, mas, na época em que ficaram concluídas este estilo tinha sido completamente substituído pelo Neoclassicismo; por este motivo, o palácio é um casamento entre os dois estilos. Embora a união não seja completamente infeliz, os elementos Palladianos ficam desfigurados pela falta das proporções de Palladio: o pórtico este é assimétrico em relação ao eixo do edifício, tendo sido plantadas árvores de ambos os lados para distrair o olhar da falha do desenho.

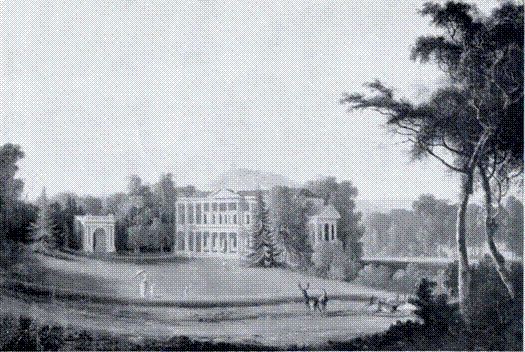
Vista da fachada sul em 1781, mostrando as árvores plantadas para disfarçar o assimétrico pórtico este. O edifício à esquerda é o "Templo de Apolo".

Os melhores arquitectos da ápoca submenetram planos para transformar a velha casa de família numa moderna extravagância arquitectónica. Entre eles estava Robert Adam, o qual propôs um plano para o pórtico oeste, embora a sua ideia tenha sidoabandonada; finalmente, o arquitecto Nicholas Revett foi consultado, tendo criado o presente pórtico oeste. Actualmente, o primeiro vislumbre que se tem do palácio quando nos aproximamos pela estrada é o grande pórtico oeste: a partir desta direcçãi, todo o extremo do palácio aparece como um templo grego. Este pórtico de oito colunas, inspirado no ed by the Templo de Baco em Baalbek e completado em 1770, é considerado como o priemeiro exemplo da arquitectura revivalista grega na Grã-Bretanha. O extremo oposto do palácio, desenhado por John Donowell e concluído cerca de 1755, aparece, igualmente, em forma de templo, embora desta vez a musa tenha sido a Villa Capra. Deste modo, os dois pórticos opostos, este e oeste, ilustram perfeitamente o período de transformação arquitectónica de finais do século XVIII, do romano inicial que inspirou a arquitectura Palladiana, até ao estilo mais grego inspirador do Neoclassicismo.

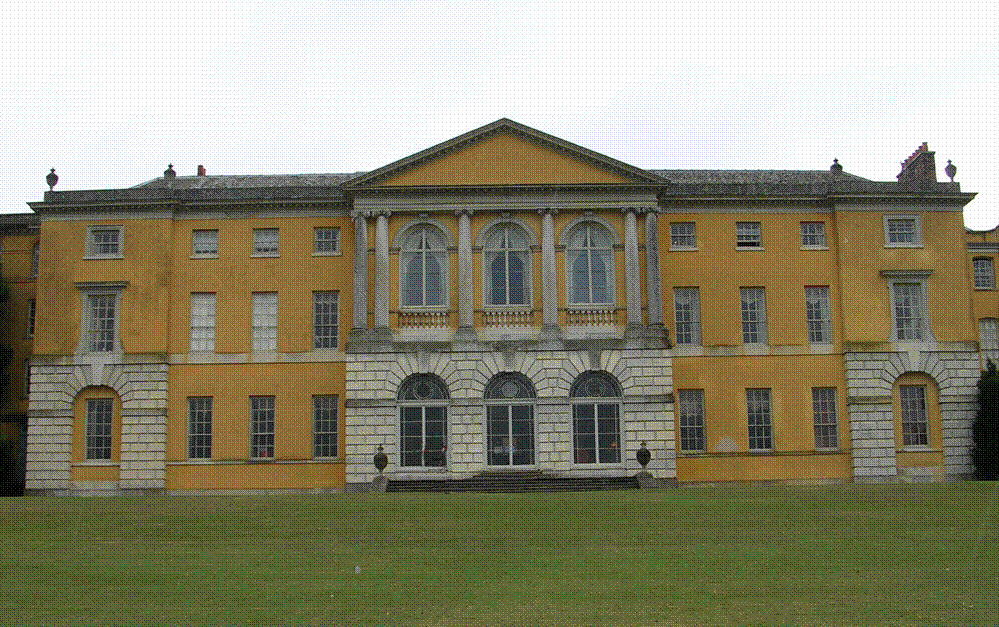
A fachada norte de West Wycombe Park (Marcada com O na planta abaixo).

A fachada principal é a grande frente sul, uma colunata de dois andares, com colunas coríntias sobrepostas a outras toscanas, o conjunto encimado por um frontão ao centro. As colunas não são de pedra, mas de madeira revestida de estuque. Isto é particularmente interessante, uma vez que os custos não constituíam objecção à construção do edifício. O arquitecto desta elevação foi John Donowell, o qual executou o trabalho entre 1761 e 1763 (embora tenha esperado até 1775 pelo pagamento). A fachada, a qual apresenta semelhanças com a fachada do Palazzo Chiericati, executado por Palladio em 1550, era originalmente a frente de entrada. A porta da frente ainda se mantém ao centro do piso térreo, conduzindo ao principal vestíbulo de entrada. Este facto constitui, por si só, um desvio substancial em relação à forma clássica: West Wycombe Park não possui um piano nobile no primeiro andar: se o arquitecto tivesse seguido, verdadeiramente, os ideais de Palladio, a entrada principal e as salas mais importantes deveriam ter ficado situadas no primeiro andar, tendo acesso por uma escadaria exterior, o que daria umas vistas elevadas às principais salas de recepção e permitiria que o piso térreo fosse destinado às salas de serviço.
A fachada norte é mais severa, possuindo onze tramos, com as secções dos extremos a darem significado ao piso térreo através do recurso à rusticação. O centro desta fachada possui colunas jónicas a suportar um frontão, o qual continha, originalmente, o brasão dos Dashwood. Pensa-se que esta fachada data de 1750–1751, embora as janelas segmentadas sugiram que tenha sido uma das primeiras melhorias ao edifício original, empreendidas pelo 2º Baronete, a ficar concluídas, uma vez que o topo curvo ou segmentado das janelas é simbólico da primeira parte do século XVIII.

### Interior

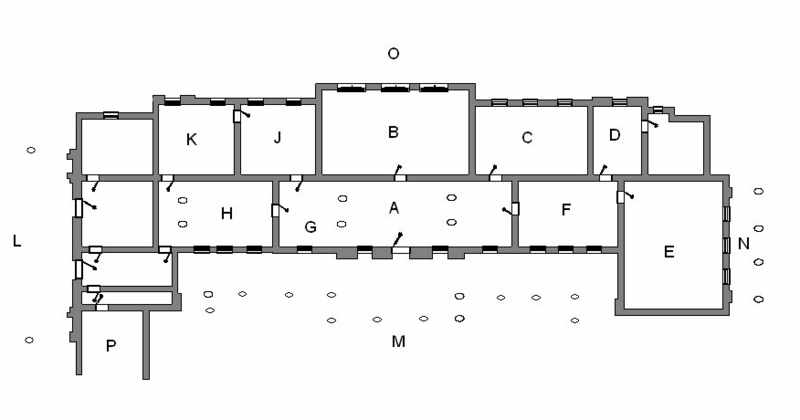
Planta das salas no piso térreo. Chave: A Vestíbulo; B Salão; C Sala de Estar Vermelha; D Estúdio; E Sala de Música; F Sala de Estar Azul; G Escadaria; H Sala de Jantar; J Sala da Tapeçaria; K Sala do Rei (antigo quarto principal); L Pórtico Oeste; M Frente Sul e colunata; N Pórtico Este O Frente Norte; P Ala de Serviço.

As salas de recepção principais encontram-se no piso térreo com grades janelas encaixilhadas abrindo directamente para os pórticos e colonatas, e consequentemente para os jardins, uma situação estranha nas villas e palazzi do Renascimento italiano. O palácio contém uma série de salões setecentistas decorados e mobilados no estilo da época, com pavimentos de mármore polícromo e tectos pintados representando cenas clássicas das mitoilogias grega e romana. Digno de menção especial é o vestíbulo de entrada, o qual lembra um atrium romano com colunas de mármore e uma pintura no tecto copiada das "Ruinas de Palmira" de Robert Wood.

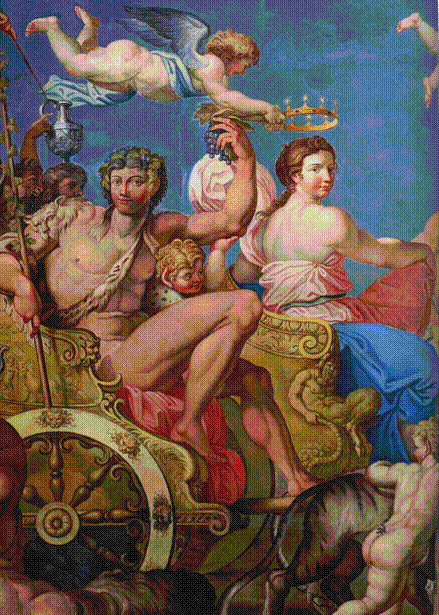
O tecto da Sala de Estar Azul do West Wycombe Park é uma cópia directa, efectuada em 1752 por Giuseppe Borgnis, do trabalho original de Annibale Carracci no Palazzo Farnese.

Muitas das salas de recepção têm tectos pintados copiados dos palazzi italianos, sendo os mais notáveis os do Palazzo Farnese em Roma. A maior sala do palácio é a Sala de Música, a qual se abre para o pórtico este. O fresco no tecto desta sala representa o "Banquete dos Deuses" e foi copiado da Villa Farnesina. O Salão, ocupando a parte central da frente norte, contém muitos mármores, incluindo estatuetas das quatro estações. O tecto representa "O Conselho dos Deuses e a Admissão de Psique, sendo, igualmente, uma cópia da Villa Farnesina.
As paredes da Sala de Jantar estão pintadas com falsos jaspes e contêm pinturas do patrono do palácio — Sir Francis Dashwood — e dos seus companheiros do Divan Club (uma sociedade criada para aqueles que haviam visitado o Império Otomano). O tecto também tem um tecto pintado a partir das "Ruinas de Palmira" de Wood.
A Sala de Estar Azul é dominada pelo elaborado tecto pintado, o qual representa "O Triunfo de Baco e Ariadne" (ilustrado à esquerda). Esta sala acolhe uma estatueta em gesso da Vénus de Médici e marca a profunda devoção que o 2º Baronete dedicava à deusa do amor. As paredes da sala carregam desde a década de 1960 pinturas de várias escolas italianas do século XVII.
O relativamente pequeno estúdio contém planos para o palácio e impressões potenciais de várias elevações. Uma delas tem a reputação de ter sido desenhada pelo próprio Sir Francis Dashwood. A Sala da Tapeçaria, em tempos uma ante-câmara do contíguo quarto principal, exibe nas paredes tapeçarias oferecidas a John Churchill, 1.° Duque de Marlborough, como celebração da sua vitória nos Países Baixos. Marlborough era um parente distante dos Dashwoods. As tapeçarias, tecidas cerca de 1710 e representando cenas campestres criadas por Teniers, foram cortadas e adaptadas às proporções e elementos da sala.
Apesar da grandeza da sua decoração, o interior não é esmagador. As salas não são cavernosamente grandes nem os tectos gigantescamente altos. As numerosas janelas grandes presentes em cada sala garantem uma torrente de luz que ilumina as cores das muitas pinturas, das sedas penduradas nas paredes e das mobílias antigas.

## Os jardins e o parque

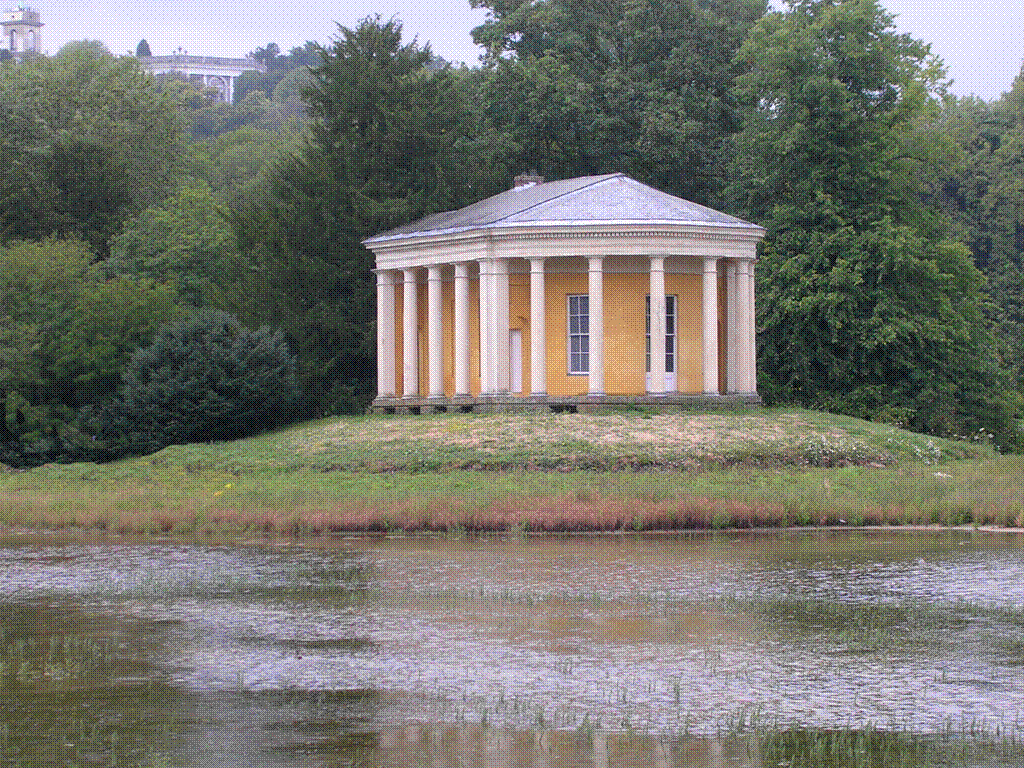
O Templo da Música situado numa das ilhas do lago em forma de cisne. Ao fundo, na colina, fica o mausoléu dos Dashwood e a igreja.

Os jardins do West Wycombe Park encontram-se entre os mais refinados e idiossincráticos jardins oitocentistas sobreviventes na Inglaterra. O parque é único no seu uso consistente da arquitectura clássica, tanto grega como italiana. Os dois principais arquitectos dos jardins foram John Donowell e Nicholas Revett. Estes desenharam todos os edifícios ornamentais do parque. O arquitecto paisagista Thomas Cook começou a executar os planos para o parque, com um lago artificial de nove acres, criado a partir do Rio Wye, com a forma de um cisne. O lago tinha, originalmente, um galeão espanhol para divertimento dos convidados dos Dashwood, completado com um capitão residente a bordo. A água deixa o lago descendo por uma cascata, descendo para um canal.
Uma das mais importantes marcas do final do período Georgiano foi a introdução de muitas espécies novas de árvores e flora de todo o mundo, a qual Horace Walpole descreve como dando uma "riqueza e colorido tão peculiar ao moderno paisagismo". As novas espécies também permitiam mudanças na disposição através da troca de plantas, pelo que uma área podia ser escura e melancólica, ou luminosa e exuberante, ou misteriosa; deste modo, os jardins contemporâneos como os de West Wycombe Park e de Stourhead House, ambos arranjados como um passeio em volta de um lago, levam o visitante através de uma série de cenários, cada um deles com características específicas e bastante separados entre si. Humphry Repton, mais tarde, estendeu os 5.000 acres (20 km²) de campos para este, em direcção à cidade vizinha de High Wycombe, fazendo com que estes ganhassem muito da aparência que apresentam actualmente.

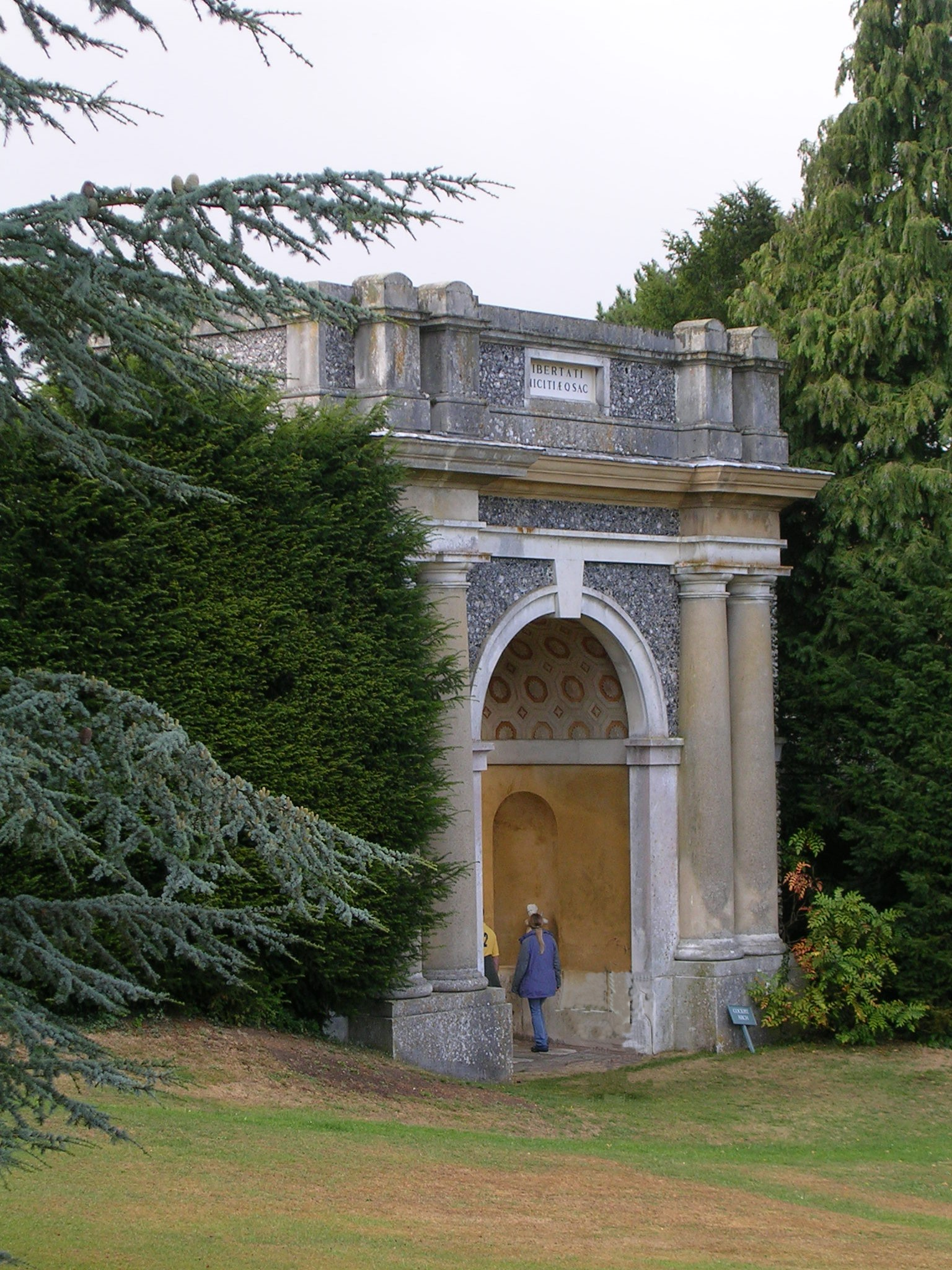
O "Templo de Apolo" foi, originalmente, uma portaria e, mais tarde, usado para lutas de galos; também tapa as vistas da ala de serviço (marcada com P na planta acima) a partir do edifício principal.

O parque ainda contém muitas follies e templos. O "Templo da Música" fica numa ilha do lago, inspirado pelo Templo de Vesta em Roma. Este foi desenhado para as fêtes champêtres (festas campestres) dos Dashwood, sendo usado como teatro; ainda sobrevivem os restos do palco. Em oposição ao templo fica a principal cascata do jardim, a qual tem estátuas de duas ninfas das águas. A actual cascata foi refeita, uma vez que a original foi demolida na década de 1830. Uma torre octogonal, conhecida como "Templo dos Ventos", é baseada no desenho da  Torre dos Ventos em Atenas.
A arquitectura clássica continua ao longo do caminho que circunda o lago, com o "Templo de Flora", uma casa de verão escondida, e o "Templo de Dafne", ambos inspirados num pequeno templo da Acrópole. Outro templo escondido, o "Templo Redondo", possui uma loggia curva. Mais perto do palácio, tapando as vistas para a ala de serviço, fica um arco do triunfo romano, o "Templo de Apolo", também conhecido (devido ao seu antigo uso como cenário de luta de galos) como "Arco da Cova do Galo", o qual mantém uma cópia do famoso Apolo Belvedere. Nas proximidades fica o "Templo de Diana", com um pequeno nicho contendo a estátua da deusa. Outra deusa é celebrada no "Templo de Vénus". Abaixo deste fica uma êxedra, uma gruta (conhecida como Parlour de Vénus) e uma estátua de Mercúrio. Este templo teve, em tempos, uma cópia da Vénus de Médici; foi demolido na década de 1820, tendo sido reconstruído recentemente e contendo, actualmente, uma réplica da Vénus de Milo.
Entre as estruturas posteriores que quebraram o tema clássico estão incluídas a Casa dos Barcos, em estilo neogótico, uma Reentrância Gótica — actualmente uma ruína romântica escondida entre a vegetação rasteira — e uma Capela Gótica, em tempos residência do sapateiro da aldeia, mas usada mais tarde como canil da propriedade. Um monumento dedicado à Rainha Isabel II foi erguido por ocasião do seu 60º aniversário, em 1986.

## Os Dashwood de West Wycombe

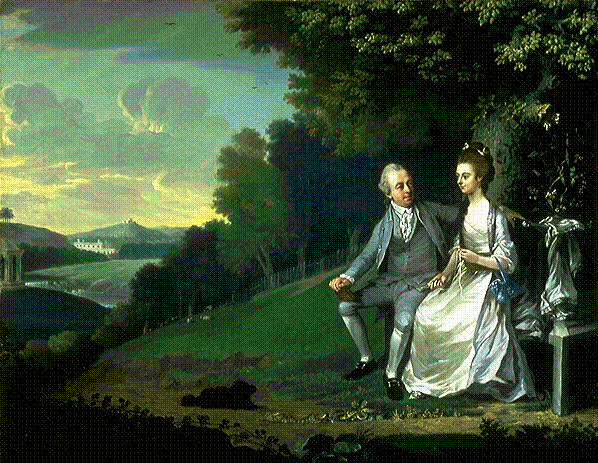
Pintura intitulada "Sir Francis e Lady Dashwood em West Wycombe Park", pintada em 1776, com o recém-concluído palácio por trás do casal.

Sir Francis Dashwood construiu West Wycombe para recreio, e tem havido muita especulação sobre que tipo de entretenimento ele providenciava para os seus convidados. Julgado contra a moral sexual de finais do século XVIII, Dashwood e a sua camarilha eram vistos como promíscuos; embora, provavelmente, os relatos contemporâneos de orgias bacanais presididas por Dashwood nas cavernas de Hellfire tenham sido exagerados, o amor livre e a bebida pesada tiveram ali lugar. Dashwood foi frequentemente retratado em fatos de fantasia (num deles, vestido como o Papa brindando a uma Hermé feminina), e é o seu gosto pelas fantasis que parece ter penetrado nas suas festas em West Wycombe Park. Depois da dedicação do pórtico oeste como um templo bacaniano, em 1771, Dashwood e os seus amigos, despidos e adornados com folhas de parreira, foram fazer a festa no lago com "paenas e libações". Noutra ocasião, durante a simulação duma batalha naval no lago, o "capitão" de um dos iates disfarçado como navio de batalha quase morreu quando foi golpeado por uma bala de canhão em algodão disparada de um barco rival. Dashwood parece ter amadurecido nos seus últimos anos, tendo-se devotado o resto da sua vida a obras de caridade. Morreu em 1781, deixando West Wycombe Park ao seu meio-irmão Sir John Dashwood-King, 3º Baronete, o qual adoptou o sobrenome adicional "King" devido aos termos do testamento do seu tio, o Dr. John King.
Dashwood-King passou pouco tempo em West Wycombe. Aquando da sua morte, em 1793, a propriedade foi herdada pelo seu filho Sir John Dashwood-King, 4º Baronete, Membro do Parlamento por Wycombe e amigo do Príncipe de Gales, o futuro Rei Jorge IV, embora a sua amizade tenha sido testada quando Sir John acusou a sua esposa de ter um caso com o príncipe. Tal como o seu pai, Sir John cuidou pouco de West Wycombe Park e, em 1800, promoveu uma venda, em cinco dias, da mobília do palácio. Em 1806, foi impedido de vender West Wycombe Park pelos tutores do seu filho, para quem a propriedade estava garantida como um bem inalienável. O 4º Baronete tornou-se num religioso nos últimos anos da sua vida, promovendo festas ostensivamente abstinentes de álcool nos jardins do palácio em auxílio dos "Amigos da Ordem e Sobriedade" — estas devem ter sido bem diferentes das fêtes bacantes dadas pelo seu tio nos campos. Em 1847, Sir John entrou em bancarrota e os oficiais de justiça tomaram posse da mobília da sua residência Halton House. Faleceu, em 1849, afastado da sua esposa e do seu filho sobrevivente.
Sir John foi sucedido pelo seu distante filho Sir George Dashwood, 5º Baronete. Pela primeira vez desde a morte do 2º Baronete, em 1781, West Wycombe tornou-se, novamente, numa residência favorita. No entanto, o seu domínio estava pesadamente endividado e Sir George foi forçado a vender a parte das propriedades que não fazia parte da herança inalienável, incluindo Halton House, a qual foi vendida a Lionel de Rothschild pela então gigantesca soma de 54.000 libras. As mudanças na fortuna dos Dashwood permitiram o remobilamento e restauro de West Wycombe Park. Sir George faleceu sem filhos em 1862, e deixou à sua esposa, Elizabeth, o usufruto do palácio, enquanto o título e posse passou, brevemente, para o seu irmão, Sir John Richard Dashwood, 6º Baronete e, depois deste, para o seu sobrinho. A contínua ocupação do palácio por Lady Dashwood impediu o sobrinho, Sir Edwin Hare Dashwood, 7º Baronete, um alcoólico criador de ovelhas na Ilha Sul da Nova Zelândia, de viver no edifício até à sua morte, em 1889, deixando uma propriedade negligenciada e ruinosa.

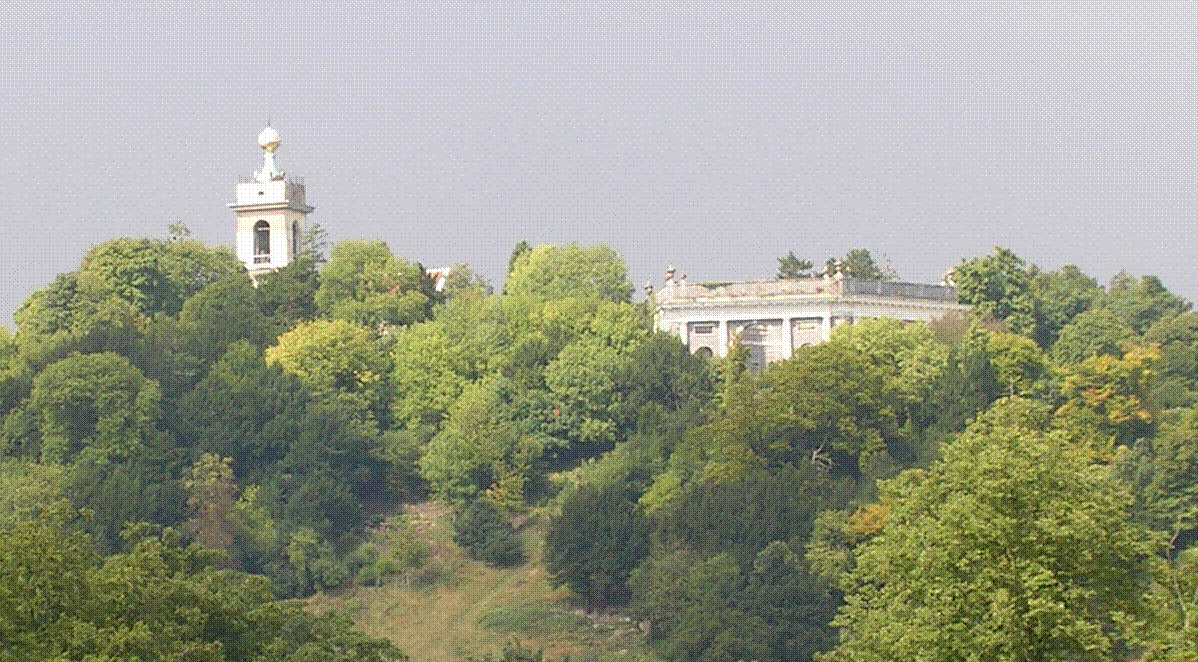
Com vista para os jardins e parque fica a torre da Igreja de West Wycombe (à esquerda), e o mausoléu (à direita). Na estrutura hexagonal, mais uma cerca murada que um mausoléu, foram sepultados os corações dos associados do Hellfire Club. A família está enterrada numa cripta sob a igreja.

O filho do 7º Baronete, Sir Edwin Dashwood, 8º Baronete, chegou da Nova Zelândia para reclamar a propriedade, apenas para encontrar os herdeiros de Lady Dashwood clamando pelos conteúdos do palácio e pelas jóias de família, as quais posteriormente venderam. Como consequência, Sir Edwin foi forçado a hipotecar a propriedade em 1892. Morreu subitamente no ano seguinte, e a propriedade pesadamente endividada passou para o seu irmão, Sir Robert Dashwood, 9º Baronete. Sir Robert embarcou num dispendioso caso legal contra os executores de Lady Dashwood, o qual perdeu, tendo feito dinheiro com o desmatamento dos bosques da propriedade e com a venda da casa de cidade da família em Londres. Aquando da sua morte, em 1908, a propriedade passou para o seu filho, Sir John Dashwood, 10º Baronete, então com 13 anos de idade, o qual, na sua idade adulta, vendeu grande parte do que restava das mobílias originais (incluindo a cama de aparato, por 58 libras — este importante elemento da história do edifício, completado com ananases dourados, encontra-se actualmente perdido). Em 1922, o 10º Baronete tentou vender o próprio palácio. Recebeu apenas uma oferta de 10.000 libras, pelo que o edifício deixou de estar à venda. Forçado a viver numa casa que detestava, a aldeia de West Wycombe foi vendida no seu conjunto para pagar as renovações. Nem todas estas renovações foram benéficas: tectos pintados do século XVIII foram cobertos de branco e a sala de jantar foi dividida em salas de serviço, permitindo que a grande ala de serviço fosse abandonada para apodrecer.
Uma forma de salvação de West Wycombe Park foi o facto da esposa do 10º Baronete, Lady Dashwood, Helen Eaton em solteira, ser uma socialite que gostava de receber, o que fez com algum estilo no palácio ao longo da década de 1930. Vivendo uma vida semi-independente do seu marido, ocupando extremos opostos do edifício, dava frequentemente "grandes e elegantes" festas financiadas pelas futuras vendas de terras da propriedade.
Durante a Segunda Guerra Mundial, o palácio serviu como depósito da evacuada Colecção Wallace e casa de convalescença. Uma tropa de artilheiros ocuparam a decadente ala de serviço, e o parque foi usado para a insuflação de balões barragem. Durante este tumulto, os Dashwood retiraram-se para o andar superior e receberam hóspedes para pagar as contas, apesar de serem hóspedes muito superiores, enter os quais se incluiam Nancy Mitford e James Lees-Milne.
Lees-Milne era secretário do Comité das Casas de Campo do National Trust, o qual tinha um gabinete de guerra sediado em West Wycombe. Sir John, apreciando a importância histórica do palácio, se não do próprio edifício, deu a propriedade ao National Trust em 1943, juntamente com uma doação de 2.000 libras.

## West Wycombe Park no século XXI
Actualmente, West Wycombe Park tem um papel combinado de museu público, casa de família e cenário de cinema. Durante os meses de Verão, o público pode visitar, contra pagamento, o piso térreo para ver a arquitectura e os conteúdos antigos do palácio ainda pertencentes aos Dashwoods, muitos dos quais foram recomprados e restaurados por Sir Francis Dashwood, 11º Baronete, no final do século XX, depois de estarem dispersos devido às várias vendas do século XIX e início do século XX.
O actual chefe da família Dashwood, Sir Edward Dashwood, 12º Baronete (nascido em 1964), vive no palácio com a sua espose e três filhos menores, entre os quais o presumível 13º Baronete, George Francis Dashwood (nascido em 1992). Sir Edward administra a propriedade e o palácio como uma firma comercial, de forma que todo o domínio possa ser retido e conservado. O palácio é, frequentemente, utilizado como local de filmagens, e, além dos empreendimentos agrícolas, possui um grande campo de tiro aos faisões com armas pagas.
West Wycombe Park, actualmente, continua a crescer, não se limitando a ser conservado. Por exemplo, foi instalada uma gigantesca estátua equestre como ponto fulcral dum longo alinhamento de árvores visto a partir da casa. Numa inspecção mais próxima, prova ser um adereço, em fibra de vidro, encontrado nos Pinewood Studios, o qual foi adquirido no final do século XX pelo 11º Baronete em troca de doze garrafas de champagne. A Autoridade de Planeamento local ficou furiosa mas perdeu a acção na qual exigia a sua remoção. Actualmente, à distancia, tem sido "conhecida por enganar os entendidos".
O parque, um anfiteatro natural, serve, frequentemente, de cenário para grandes concertos públicos e exibição de fogo de artifício. Deste modo, o palácio, frequentemente usado para casamentos e entretenimentos corporativos, e o seu parque ainda servem de cenário ao divertimento luxuoso que o seu criador planeou. Sob a administração conjunta do National Trust e de Sir Edward Dashwood, West Wycombe Park é não só um monumento bem preservado segundo os gostos e ideossincrasias de finais do século XVIII, como também um local de encontro público muito utilizado.